# زهانغبينغ
زهانغبينغ (بالصينية: 漳平) هي مدينة من مدن الصين. يبلغ ارتفاع المدينة عن سطح البحر قرابة 165 متر.

## المناخ
يظهر الجدول التالي التغييرات المناخية على مدار السنة لزهانغبينغ:
| البيانات المناخية لـزهانغبينغ                    | البيانات المناخية لـزهانغبينغ | البيانات المناخية لـزهانغبينغ | البيانات المناخية لـزهانغبينغ | البيانات المناخية لـزهانغبينغ | البيانات المناخية لـزهانغبينغ | البيانات المناخية لـزهانغبينغ | البيانات المناخية لـزهانغبينغ | البيانات المناخية لـزهانغبينغ | البيانات المناخية لـزهانغبينغ | البيانات المناخية لـزهانغبينغ | البيانات المناخية لـزهانغبينغ | البيانات المناخية لـزهانغبينغ | البيانات المناخية لـزهانغبينغ |
| الشهر                                            | يناير                         | فبراير                        | مارس                          | أبريل                         | مايو                          | يونيو                         | يوليو                         | أغسطس                         | سبتمبر                        | أكتوبر                        | نوفمبر                        | ديسمبر                        | المعدل السنوي                 |
| ------------------------------------------------ | ----------------------------- | ----------------------------- | ----------------------------- | ----------------------------- | ----------------------------- | ----------------------------- | ----------------------------- | ----------------------------- | ----------------------------- | ----------------------------- | ----------------------------- | ----------------------------- | ----------------------------- |
| الدرجة القصوى °م (°ف)                            | 29.1 (84.4)                   | 34.5 (94.1)                   | 34.4 (93.9)                   | 36.5 (97.7)                   | 37.7 (99.9)                   | 38.7 (101.7)                  | 41.2 (106.2)                  | 40.0 (104.0)                  | 38.3 (100.9)                  | 36.5 (97.7)                   | 36.5 (97.7)                   | 29.9 (85.8)                   | 41.2 (106.2)                  |
| متوسط درجة الحرارة الكبرى °م (°ف)                | 18.5 (65.3)                   | 20.0 (68.0)                   | 22.3 (72.1)                   | 26.3 (79.3)                   | 29.5 (85.1)                   | 31.8 (89.2)                   | 34.8 (94.6)                   | 34.1 (93.4)                   | 31.8 (89.2)                   | 28.7 (83.7)                   | 24.4 (75.9)                   | 20.1 (68.2)                   | 26.9 (80.3)                   |
| المتوسط اليومي °م (°ف)                           | 12.2 (54.0)                   | 14.1 (57.4)                   | 16.7 (62.1)                   | 20.7 (69.3)                   | 24.0 (75.2)                   | 26.4 (79.5)                   | 28.2 (82.8)                   | 27.6 (81.7)                   | 25.8 (78.4)                   | 22.2 (72.0)                   | 17.3 (63.1)                   | 12.8 (55.0)                   | 20.7 (69.2)                   |
| متوسط درجة الحرارة الصغرى °م (°ف)                | 8.3 (46.9)                    | 10.2 (50.4)                   | 13.0 (55.4)                   | 17.0 (62.6)                   | 20.1 (68.2)                   | 22.8 (73.0)                   | 23.8 (74.8)                   | 23.7 (74.7)                   | 22.0 (71.6)                   | 17.8 (64.0)                   | 12.8 (55.0)                   | 8.5 (47.3)                    | 16.7 (62.0)                   |
| أدنى درجة حرارة °م (°ف)                          | −3.2 (26.2)                   | −1.7 (28.9)                   | −1.3 (29.7)                   | 7.2 (45.0)                    | 11.5 (52.7)                   | 15.0 (59.0)                   | 19.0 (66.2)                   | 19.1 (66.4)                   | 14.5 (58.1)                   | 6.1 (43.0)                    | −0.3 (31.5)                   | −5.4 (22.3)                   | −5.4 (22.3)                   |
| الهطول مم (إنش)                                  | 52.2 (2.06)                   | 103.1 (4.06)                  | 173.9 (6.85)                  | 179.4 (7.06)                  | 214.6 (8.45)                  | 243.2 (9.57)                  | 139.2 (5.48)                  | 180.4 (7.10)                  | 127.8 (5.03)                  | 46.0 (1.81)                   | 37.6 (1.48)                   | 37.4 (1.47)                   | 1٬534٫8 (60.42)               |
| متوسط الرطوبة النسبية (%)                        | 77                            | 77                            | 79                            | 79                            | 79                            | 81                            | 76                            | 79                            | 78                            | 75                            | 75                            | 77                            | 78                            |
| المصدر: China Meteorological Data Service Center |                               |                               |                               |                               |                               |                               |                               |                               |                               |                               |                               |                               |                               |